# National Hockey League 2016/2017
National Hockey League 2016/2017 var den 100:e säsongen (99:e säsongen i spel) av National Hockey League. 30 lag spelade 82 matcher i grundserien som avgjordes från den 12 oktober 2016 till och med den 9 april 2017. Därefter inleddes slutspelet som startade 12 april och avslutades den 12 juni då Pittsburgh Penguins vann Stanley Cup för andra säsongen i rad.

## Tränarbyten
| Lag                | Coach 2015-16           | Coach 2016-17  |
| Anaheim Ducks      | Bruce Boudreau          | Randy Carlyle  |
| Calgary Flames     | Bob Hartley             | Glen Gulutzan  |
| Colorado Avalanche | Patrick Roy             | Jared Bednar   |
| Minnesota Wild     | Mike Yeo John Torchetti | Bruce Boudreau |
| Ottawa Senators    | Dave Cameron            | Guy Boucher    |

| Lag                | Utgående coach  | Ingående coach |
| Florida Panthers   | Gerard Gallant  | Tom Rowe       |
| New York Islanders | Jack Capuano    | Doug Weight    |
| St. Louis Blues    | Ken Hitchcock   | Mike Yeo       |
| Boston Bruins      | Claude Julien   | Bruce Cassidy  |
| Montreal Canadiens | Michel Therrien | Claude Julien  |

## Arenaändringar
- Detta var Edmonton Oilers första säsong i Rogers Place, som ersatte den äldre arenan Rexall Place. Den första matchen spelades 12 oktober 2016 mot Calgary Flames.
- Det var även Detroit Red Wings sista säsong i den nuvarande arenan Joe Louis Arena innan den nya Little Caesars Arena kommer att vara redo för spel säsongen 2017–2018.
- Pittsburgh Penguins hemmaarena ändrade namn från "Consol Energy Center" till PPG Paints Arena den 4 oktober 2016. Consol kommer dock fortfarande vara en sponsor till Penguins.
- Buffalo Sabres hemmaarena ändrade namn till Keybank Center efter tidigare "First Niagara Center". Det var fjärde gången arenan bytte namn sedan den öppnade 1996.

## Grundserien
Grundserien spelades från den 12 oktober 2016 till och med den 9 april 2017 och bestod av 82 matcher för varje lag. De tre bästa i de fyra divisionerna avancerar vidare till slutspelet. Utöver dessa 12 lag gick de två bästa lagen i båda sammanlagda tabellerna för respektive conference vidare till slutspel, dessa fyra lag benämndes som wild card.

### Utematcher
Fyra utematcher så kallade Winter Classic spelades under säsongen 2016–2017.
Winnipeg Jets mötte Edmonton Oilers på Investors Group Field den 23 oktober 2016. Oilers vann matchen med 3-0.
Toronto Maple Leafs och Detroit Red Wings möttes den 1 januari 2017, i en match som kallades NHL Centennial Classic på BMO Field. Matchen var ett av Maple Leafs firande av sina 100 säsonger i NHL. Maple Leafs vann matchen på övertid med 5-4. Följande dag, måndagen 2 januari 2017, spelades ännu en match, denna gång på Busch Stadium mellan St. Louis Blues och Chicago Blackhawks. Blues vann matchen med 4-1.
25 februari 2017 möttes Pittsburgh Penguins och Philadelphia Flyers på Heinz Field där Penguins vann med 4-2.

### All-Star Game
Den 62:a upplagan av All-Star Game hölls i Los Angeles vid Staples Center, hemmaarena till Los Angeles Kings, söndagen 29 januari 2017.

### Resultat
Grundserien spelades från den 12 oktober 2016 till och med den 9 april 2017 och bestod av 82 matcher för varje lag. De tre bästa i de fyra divisionerna avancerade vidare till slutspelet. Utöver dessa 12 lag gick de två bästa lagen i båda sammanlagda tabellerna för respektive conference vidare till slutspel, dessa fyra lag benämndes som wild card.

#### Eastern Conference[3]
| Nr | Eastern Conference    | S  | V  | ÖF | F  | GM  | IM  | MS  | P   |
| -- | --------------------- | -- | -- | -- | -- | --- | --- | --- | --- |
| 1  | Washington Capitals   | 82 | 55 | 8  | 19 | 263 | 182 | +81 | 118 |
| 2  | Pittsburgh Penguins   | 82 | 50 | 11 | 21 | 282 | 234 | +48 | 111 |
| 3  | Columbus Blue Jackets | 82 | 50 | 8  | 24 | 249 | 195 | +54 | 108 |
| 4  | Montreal Canadiens    | 82 | 47 | 9  | 26 | 226 | 200 | +26 | 103 |
| 5  | New York Rangers      | 82 | 48 | 6  | 28 | 256 | 220 | +36 | 102 |
| 6  | Ottawa Senators       | 82 | 44 | 10 | 28 | 212 | 214 | −2  | 98  |
| 7  | Boston Bruins         | 82 | 44 | 7  | 31 | 234 | 212 | +22 | 95  |
| 8  | Toronto Maple Leafs   | 82 | 40 | 15 | 27 | 251 | 242 | +9  | 95  |
| 9  | New York Islanders    | 82 | 41 | 12 | 29 | 241 | 242 | −1  | 94  |
| 10 | Tampa Bay Lightning   | 82 | 42 | 10 | 30 | 234 | 227 | +7  | 94  |
| 11 | Philadelphia Flyers   | 82 | 39 | 10 | 33 | 219 | 236 | −17 | 88  |
| 12 | Carolina Hurricanes   | 82 | 36 | 15 | 31 | 215 | 236 | −21 | 87  |
| 13 | Florida Panthers      | 82 | 35 | 11 | 36 | 210 | 237 | −27 | 81  |
| 14 | Detroit Red Wings     | 82 | 33 | 13 | 36 | 207 | 244 | −37 | 79  |
| 15 | Buffalo Sabres        | 82 | 33 | 12 | 37 | 201 | 237 | −36 | 78  |
| 16 | New Jersey Devils     | 82 | 28 | 14 | 40 | 183 | 244 | −61 | 70  |

| Nr | Metropolitan Division | S  | V  | ÖF | F  | GM  | IM  | MS  | P   |
| -- | --------------------- | -- | -- | -- | -- | --- | --- | --- | --- |
| 1  | Washington Capitals   | 82 | 55 | 8  | 19 | 263 | 182 | +81 | 118 |
| 2  | Pittsburgh Penguins   | 82 | 50 | 11 | 21 | 282 | 234 | +48 | 111 |
| 3  | Columbus Blue Jackets | 82 | 50 | 8  | 24 | 249 | 195 | +54 | 108 |
| 4  | New York Rangers      | 82 | 48 | 6  | 28 | 256 | 220 | +36 | 102 |
| 5  | New York Islanders    | 82 | 41 | 12 | 29 | 241 | 242 | −1  | 94  |
| 6  | Philadelphia Flyers   | 82 | 39 | 10 | 33 | 219 | 236 | −17 | 88  |
| 7  | Carolina Hurricanes   | 82 | 36 | 15 | 31 | 215 | 236 | −21 | 87  |
| 8  | New Jersey Devils     | 82 | 28 | 14 | 40 | 183 | 244 | −61 | 70  |

| Nr | Atlantic Division   | S  | V  | ÖF | F  | GM  | IM  | MS  | P   |
| -- | ------------------- | -- | -- | -- | -- | --- | --- | --- | --- |
| 1  | Montreal Canadiens  | 82 | 47 | 9  | 26 | 226 | 200 | +26 | 103 |
| 2  | Ottawa Senators     | 82 | 44 | 10 | 28 | 212 | 214 | −2  | 98  |
| 3  | Boston Bruins       | 82 | 44 | 7  | 31 | 234 | 212 | +22 | 95  |
| 4  | Toronto Maple Leafs | 82 | 40 | 15 | 27 | 251 | 242 | +9  | 95  |
| 5  | Tampa Bay Lightning | 82 | 42 | 10 | 30 | 234 | 227 | +7  | 94  |
| 6  | Florida Panthers    | 82 | 35 | 11 | 36 | 210 | 237 | −27 | 81  |
| 7  | Detroit Red Wings   | 82 | 33 | 13 | 36 | 207 | 244 | −37 | 79  |
| 8  | Buffalo Sabres      | 82 | 33 | 12 | 37 | 201 | 237 | −36 | 78  |

#### Western Conference[3]
| Nr | Western Conference  | S  | V  | ÖF | F  | GM  | IM  | MS   | P   |
| -- | ------------------- | -- | -- | -- | -- | --- | --- | ---- | --- |
| 1  | Chicago Blackhawks  | 82 | 50 | 9  | 23 | 244 | 213 | +31  | 109 |
| 2  | Minnesota Wild      | 82 | 49 | 8  | 25 | 266 | 208 | +58  | 106 |
| 3  | Anaheim Ducks       | 82 | 46 | 13 | 23 | 223 | 200 | +23  | 105 |
| 4  | Edmonton Oilers     | 82 | 47 | 9  | 26 | 247 | 212 | +35  | 103 |
| 5  | St. Louis Blues     | 82 | 46 | 7  | 29 | 235 | 218 | +17  | 99  |
| 6  | San Jose Sharks     | 82 | 46 | 7  | 29 | 221 | 201 | +20  | 99  |
| 7  | Calgary Flames      | 82 | 45 | 4  | 33 | 226 | 221 | +5   | 94  |
| 8  | Nashville Predators | 82 | 41 | 12 | 29 | 240 | 224 | +16  | 94  |
| 9  | Winnipeg Jets       | 82 | 40 | 7  | 35 | 249 | 256 | −7   | 87  |
| 10 | Los Angeles Kings   | 82 | 39 | 8  | 35 | 201 | 205 | −4   | 86  |
| 11 | Dallas Stars        | 82 | 34 | 11 | 37 | 223 | 262 | −39  | 79  |
| 12 | Arizona Coyotes     | 82 | 30 | 10 | 42 | 197 | 260 | −63  | 70  |
| 13 | Vancouver Canucks   | 82 | 30 | 9  | 43 | 182 | 243 | −61  | 69  |
| 14 | Colorado Avalanche  | 82 | 22 | 4  | 56 | 166 | 278 | −112 | 48  |

| Nr | Central Division    | S  | V  | ÖF | F  | GM  | IM  | MS   | P   |
| -- | ------------------- | -- | -- | -- | -- | --- | --- | ---- | --- |
| 1  | Chicago Blackhawks  | 82 | 50 | 9  | 23 | 244 | 213 | +31  | 109 |
| 2  | Minnesota Wild      | 82 | 49 | 8  | 25 | 266 | 208 | +58  | 106 |
| 3  | St. Louis Blues     | 82 | 46 | 7  | 29 | 235 | 218 | +17  | 99  |
| 4  | Nashville Predators | 82 | 41 | 12 | 29 | 240 | 224 | +16  | 94  |
| 5  | Winnipeg Jets       | 82 | 40 | 7  | 35 | 249 | 256 | −7   | 87  |
| 6  | Dallas Stars        | 82 | 34 | 11 | 37 | 223 | 262 | −39  | 79  |
| 7  | Colorado Avalanche  | 82 | 22 | 4  | 56 | 166 | 278 | −112 | 48  |

| Nr | Pacific Division  | S  | V  | ÖF | F  | GM  | IM  | MS  | P   |
| -- | ----------------- | -- | -- | -- | -- | --- | --- | --- | --- |
| 1  | Anaheim Ducks     | 82 | 46 | 13 | 23 | 223 | 200 | +23 | 105 |
| 2  | Edmonton Oilers   | 82 | 47 | 9  | 26 | 247 | 212 | +35 | 103 |
| 3  | San Jose Sharks   | 82 | 46 | 7  | 29 | 221 | 201 | +20 | 99  |
| 4  | Calgary Flames    | 82 | 45 | 4  | 33 | 226 | 221 | +5  | 94  |
| 5  | Los Angeles Kings | 82 | 39 | 8  | 35 | 201 | 205 | −4  | 86  |
| 6  | Arizona Coyotes   | 82 | 30 | 10 | 42 | 197 | 260 | −63 | 70  |
| 7  | Vancouver Canucks | 82 | 30 | 9  | 43 | 182 | 243 | −61 | 69  |

#### Sammanlagd tabell
| Nr | Lag                   | S  | V  | ÖF | F  | GM  | IM  | MS   | P   |
| -- | --------------------- | -- | -- | -- | -- | --- | --- | ---- | --- |
| 1  | Washington Capitals   | 82 | 55 | 8  | 19 | 263 | 182 | +81  | 118 |
| 2  | Pittsburgh Penguins   | 82 | 50 | 11 | 21 | 282 | 234 | +48  | 111 |
| 3  | Chicago Blackhawks    | 82 | 50 | 9  | 23 | 244 | 213 | +31  | 109 |
| 4  | Columbus Blue Jackets | 82 | 50 | 8  | 24 | 249 | 195 | +54  | 108 |
| 5  | Minnesota Wild        | 82 | 49 | 8  | 25 | 266 | 208 | +58  | 106 |
| 6  | Anaheim Ducks         | 82 | 46 | 13 | 23 | 223 | 200 | +23  | 105 |
| 7  | Montreal Canadiens    | 82 | 47 | 9  | 26 | 226 | 200 | +26  | 103 |
| 8  | Edmonton Oilers       | 82 | 47 | 9  | 26 | 247 | 212 | +35  | 103 |
| 9  | New York Rangers      | 82 | 48 | 6  | 28 | 256 | 220 | +36  | 102 |
| 10 | St. Louis Blues       | 82 | 46 | 7  | 29 | 235 | 218 | +17  | 99  |
| 11 | San Jose Sharks       | 82 | 46 | 7  | 29 | 221 | 201 | +20  | 99  |
| 12 | Ottawa Senators       | 82 | 44 | 10 | 28 | 212 | 214 | −2   | 98  |
| 13 | Boston Bruins         | 82 | 44 | 7  | 31 | 234 | 212 | +22  | 95  |
| 14 | Toronto Maple Leafs   | 82 | 40 | 15 | 27 | 251 | 242 | +9   | 95  |
| 15 | New York Islanders    | 82 | 41 | 12 | 29 | 241 | 242 | −1   | 94  |
| 16 | Tampa Bay Lightning   | 82 | 42 | 10 | 30 | 234 | 227 | +7   | 94  |
| 17 | Calgary Flames        | 82 | 45 | 4  | 33 | 226 | 221 | +5   | 94  |
| 18 | Nashville Predators   | 82 | 41 | 12 | 29 | 240 | 224 | +16  | 94  |
| 19 | Philadelphia Flyers   | 82 | 39 | 10 | 33 | 219 | 236 | −17  | 88  |
| 20 | Carolina Hurricanes   | 82 | 36 | 15 | 31 | 215 | 236 | −21  | 87  |
| 21 | Winnipeg Jets         | 82 | 40 | 7  | 35 | 249 | 256 | −7   | 87  |
| 22 | Los Angeles Kings     | 82 | 39 | 8  | 35 | 201 | 205 | −4   | 86  |
| 23 | Florida Panthers      | 82 | 35 | 11 | 36 | 210 | 237 | −27  | 81  |
| 24 | Detroit Red Wings     | 82 | 33 | 13 | 36 | 207 | 244 | −37  | 79  |
| 25 | Dallas Stars          | 82 | 34 | 11 | 37 | 223 | 262 | −39  | 79  |
| 26 | Buffalo Sabres        | 82 | 33 | 12 | 37 | 201 | 237 | −36  | 78  |
| 27 | New Jersey Devils     | 82 | 28 | 14 | 40 | 183 | 244 | −61  | 70  |
| 28 | Arizona Coyotes       | 82 | 30 | 10 | 42 | 197 | 260 | −63  | 70  |
| 29 | Vancouver Canucks     | 82 | 30 | 9  | 43 | 182 | 243 | −61  | 69  |
| 30 | Colorado Avalanche    | 82 | 22 | 4  | 56 | 166 | 278 | −112 | 48  |

## Slutspel[4]

### Slutspelsträd
|  | Conference-kvartsfinaler | Conference-kvartsfinaler | Conference-kvartsfinaler                  |                     |                     | Conference-semifinaler | Conference-semifinaler | Conference-semifinaler |  |  | Conference-finaler | Conference-finaler | Conference-finaler |  |  | Stanley Cup-final | Stanley Cup-final | Stanley Cup-final |
|  |                          |                          |                                           |                     |                     |                        |                        |                        |  |  |                    |                    |                    |  |  |                   |                   |                   |
|  | A1                       | Montreal Canadiens       | 2                                         |                     |                     |                        |                        |                        |  |  |                    |                    |                    |  |  |                   |                   |                   |
|  | A1                       | Montreal Canadiens       | 2                                         |                     |                     |                        |                        |                        |  |  |                    |                    |                    |  |  |                   |                   |                   |
|  | WC                       | New York Rangers         | 4                                         |                     |                     |                        |                        |                        |  |  |                    |                    |                    |  |  |                   |                   |                   |
|  | WC                       | New York Rangers         | 4                                         | WC                  | New York Rangers    | 2                      |                        |                        |  |  |                    |                    |                    |  |  |                   |                   |                   |
|  |                          |                          |                                           | WC                  | New York Rangers    | 2                      |                        |                        |  |  |                    |                    |                    |  |  |                   |                   |                   |
|  |                          |                          | A2                                        | Ottawa Senators     | 4                   |                        |                        |                        |  |  |                    |                    |                    |  |  |                   |                   |                   |
|  | A2                       | Ottawa Senators          | A2                                        | Ottawa Senators     | 4                   | 4                      |                        |                        |  |  |                    |                    |                    |  |  |                   |                   |                   |
|  | A2                       | Ottawa Senators          |                                           |                     |                     | 4                      |                        |                        |  |  |                    |                    |                    |  |  |                   |                   |                   |
|  | A3                       | Boston Bruins            | 2                                         |                     |                     |                        |                        |                        |  |  |                    |                    |                    |  |  |                   |                   |                   |
|  | A3                       | Boston Bruins            | 2                                         | A2                  | Ottawa Senators     | 3                      |                        |                        |  |  |                    |                    |                    |  |  |                   |                   |                   |
|  |                          |                          |                                           |                     |                     | 3                      |                        |                        |  |  |                    |                    |                    |  |  |                   |                   |                   |
|  |                          |                          | M2                                        | Pittsburgh Penguins | 4                   |                        |                        |                        |  |  |                    |                    |                    |  |  |                   |                   |                   |
|  | M1                       | Washington Capitals      | M2                                        | Pittsburgh Penguins | 4                   | 4                      |                        |                        |  |  |                    |                    |                    |  |  |                   |                   |                   |
|  | M1                       | Washington Capitals      |                                           |                     |                     | 4                      |                        |                        |  |  |                    |                    |                    |  |  |                   |                   |                   |
|  | WC                       | Toronto Maple Leafs      | 2                                         |                     |                     |                        |                        |                        |  |  |                    |                    |                    |  |  |                   |                   |                   |
|  | WC                       | Toronto Maple Leafs      | 2                                         | M1                  | Washington Capitals | 3                      |                        |                        |  |  |                    |                    |                    |  |  |                   |                   |                   |
|  |                          |                          |                                           | M1                  | Washington Capitals | 3                      |                        |                        |  |  |                    |                    |                    |  |  |                   |                   |                   |
|  |                          |                          | M2                                        | Pittsburgh Penguins | 4                   |                        |                        |                        |  |  |                    |                    |                    |  |  |                   |                   |                   |
|  | M2                       | Pittsburgh Penguins      | M2                                        | Pittsburgh Penguins | 4                   | 4                      |                        |                        |  |  |                    |                    |                    |  |  |                   |                   |                   |
|  | M2                       | Pittsburgh Penguins      |                                           |                     |                     |                        |                        |                        |  |  |                    |                    |                    |  |  |                   |                   |                   |
|  | M3                       | Columbus Blue Jackets    | 1                                         |                     |                     |                        |                        |                        |  |  |                    |                    |                    |  |  |                   |                   |                   |
|  | M3                       | Columbus Blue Jackets    | 1                                         | M2                  | Pittsburgh Penguins | 4                      |                        |                        |  |  |                    |                    |                    |  |  |                   |                   |                   |
|  |                          |                          |                                           |                     |                     | 4                      |                        |                        |  |  |                    |                    |                    |  |  |                   |                   |                   |
|  |                          |                          | WC                                        | Nashville Predators | 2                   |                        |                        |                        |  |  |                    |                    |                    |  |  |                   |                   |                   |
|  | C1                       | Chicago Blackhawks       | WC                                        | Nashville Predators | 2                   | 0                      |                        |                        |  |  |                    |                    |                    |  |  |                   |                   |                   |
|  | C1                       | Chicago Blackhawks       | 0 Eastern Conference 0 Western Conference |                     |                     | 0                      |                        |                        |  |  |                    |                    |                    |  |  |                   |                   |                   |
|  | WC                       | Nashville Predators      | 4                                         |                     |                     |                        |                        |                        |  |  |                    |                    |                    |  |  |                   |                   |                   |
|  | WC                       | Nashville Predators      | 4                                         | WC                  | Nashville Predators | 4                      |                        |                        |  |  |                    |                    |                    |  |  |                   |                   |                   |
|  |                          |                          |                                           | WC                  | Nashville Predators | 4                      |                        |                        |  |  |                    |                    |                    |  |  |                   |                   |                   |
|  |                          |                          | C3                                        | St. Louis Blues     | 2                   |                        |                        |                        |  |  |                    |                    |                    |  |  |                   |                   |                   |
|  | C2                       | Minnesota Wild           | C3                                        | St. Louis Blues     | 2                   | 1                      |                        |                        |  |  |                    |                    |                    |  |  |                   |                   |                   |
|  | C2                       | Minnesota Wild           |                                           |                     |                     | 1                      |                        |                        |  |  |                    |                    |                    |  |  |                   |                   |                   |
|  | C3                       | St. Louis Blues          | 4                                         |                     |                     |                        |                        |                        |  |  |                    |                    |                    |  |  |                   |                   |                   |
|  | C3                       | St. Louis Blues          | 4                                         | WC                  | Nashville Predators | 4                      |                        |                        |  |  |                    |                    |                    |  |  |                   |                   |                   |
|  |                          |                          |                                           |                     |                     | 4                      |                        |                        |  |  |                    |                    |                    |  |  |                   |                   |                   |
|  |                          |                          | P1                                        | Anaheim Ducks       | 2                   |                        |                        |                        |  |  |                    |                    |                    |  |  |                   |                   |                   |
|  | P1                       | Anaheim Ducks            | P1                                        | Anaheim Ducks       | 2                   | 4                      |                        |                        |  |  |                    |                    |                    |  |  |                   |                   |                   |
|  | P1                       | Anaheim Ducks            |                                           |                     |                     |                        |                        |                        |  |  |                    |                    |                    |  |  |                   |                   |                   |
|  | WC                       | Calgary Flames           | 0                                         |                     |                     |                        |                        |                        |  |  |                    |                    |                    |  |  |                   |                   |                   |
|  | WC                       | Calgary Flames           | 0                                         | P1                  | Anaheim Ducks       | 4                      |                        |                        |  |  |                    |                    |                    |  |  |                   |                   |                   |
|  |                          |                          |                                           | P1                  | Anaheim Ducks       | 4                      |                        |                        |  |  |                    |                    |                    |  |  |                   |                   |                   |
|  |                          |                          | P2                                        | Edmonton Oilers     | 3                   |                        |                        |                        |  |  |                    |                    |                    |  |  |                   |                   |                   |
|  | P2                       | Edmonton Oilers          | P2                                        | Edmonton Oilers     | 3                   | 4                      |                        |                        |  |  |                    |                    |                    |  |  |                   |                   |                   |
|  | P2                       | Edmonton Oilers          |                                           |                     |                     |                        |                        |                        |  |  |                    |                    |                    |  |  |                   |                   |                   |
|  | P3                       | San Jose Sharks          | 2                                         |                     |                     |                        |                        |                        |  |  |                    |                    |                    |  |  |                   |                   |                   |
|  | P3                       | San Jose Sharks          | 2                                         |                     |                     |                        |                        |                        |  |  |                    |                    |                    |  |  |                   |                   |                   |

## Spelarstatistik

### Grundserien

#### Poängligan
| Spelare            | Lag                 | Matcher | Mål | Assist | Poäng | +/– | Utv |
| ------------------ | ------------------- | ------- | --- | ------ | ----- | --- | --- |
| Connor McDavid     | Edmonton Oilers     | 82      | 30  | 70     | 100   | +27 | 26  |
| Sidney Crosby      | Pittsburgh Penguins | 75      | 44  | 45     | 89    | +17 | 24  |
| Patrick Kane       | Chicago Blackhawks  | 82      | 34  | 55     | 89    | +11 | 32  |
| Nicklas Bäckström  | Washington Capitals | 82      | 23  | 63     | 86    | +17 | 38  |
| Nikita Kutjerov    | Tampa Bay Lightning | 74      | 40  | 45     | 85    | +13 | 38  |
| Brad Marchand      | Boston Bruins       | 80      | 39  | 46     | 85    | +18 | 81  |
| Mark Scheifele     | Winnipeg Jets       | 79      | 32  | 50     | 82    | +18 | 38  |
| Leon Draisaitl     | Edmonton Oilers     | 82      | 29  | 48     | 77    | +7  | 20  |
| Brent Burns        | San Jose Sharks     | 82      | 29  | 47     | 76    | +19 | 40  |
| Vladimir Tarasenko | St. Louis Blues     | 82      | 39  | 36     | 75    | –1  | 12  |

#### Målvaktsligan
| Namn              | Lag                   | Matcher | Speltid | V  | F  | OTL | GA  | SO | R%   | GAA  |
| ----------------- | --------------------- | ------- | ------- | -- | -- | --- | --- | -- | ---- | ---- |
| Sergej Bobrovskij | Columbus Blue Jackets | 63      | 3707:04 | 41 | 17 | 5   | 127 | 7  | .931 | 2.06 |
| Braden Holtby     | Washington Capitals   | 63      | 3680:10 | 42 | 13 | 6   | 127 | 9  | .925 | 2.07 |
| Peter Budaj       | Los Angeles/Tampa Bay | 60      | 3308:16 | 30 | 21 | 3   | 120 | 7  | .915 | 2.18 |
| John Gibson       | Anaheim Ducks         | 52      | 2950:21 | 25 | 16 | 9   | 109 | 6  | .924 | 2.22 |
| Carey Price       | Montreal Canadiens    | 62      | 3708:08 | 37 | 20 | 5   | 138 | 3  | .923 | 2.23 |
| Tuukka Rask       | Boston Bruins         | 65      | 3679:30 | 37 | 20 | 5   | 137 | 8  | .915 | 2.23 |
| Devan Dubnyk      | Minnesota Wild        | 65      | 3758:00 | 40 | 19 | 5   | 141 | 5  | .923 | 2.25 |
| Craig Anderson    | Ottawa Senators       | 40      | 2421:14 | 25 | 11 | 4   | 92  | 5  | .926 | 2.28 |
| Cam Talbot        | Edmonton Oilers       | 73      | 4294:00 | 42 | 22 | 8   | 171 | 7  | .919 | 2.39 |
| Martin Jones      | San Jose Sharks       | 65      | 3800:21 | 35 | 23 | 6   | 152 | 2  | .912 | 2.40 |

## Milstolpar
- 12 oktober 2016, Toronto Maple Leafs forward Auston Matthews blev den första spelare någonsin att göra fyra mål i sin NHL-debut.
- 18 oktober 2016, Chicago Blackhawks forward Marián Hossa blev den 44:e spelaren i ligans historia att nå 500 mål.
- 20 oktober 2016, Florida Panthers forward Jaromír Jágr blev den 3:e spelaren i ligans historia att göra 750 mål.
- 23 oktober 2016, Minnesota Wilds forward Zach Parise gjorde sitt 300:e mål i ligan.
- 1 november 2016, St. Louis Blues back Jay Bouwmeester gjorde sin 1000:e match.
- 8 november 2016, New York Rangers forward Rick Nash blev den 92:e spelaren i ligans historia att göra 400 mål.
- 12 november 2016, Montreal Canadiens målvakt Carey Price blev den första någonsin att vinna de 10 första matcherna på en säsong.
- 8 december 2016, Dallas Stars forward Jamie Benn gjorde sitt 200:e mål i ligan.
- 10 december 2016, Ottawa Senators forward Chris Neil gjorde sin 1000:e match.
- 10 december 2016, Colorado Avalanches forward Jarome Iginla gjorde sin 1500:e match och blev den 16:e spelaren att lyckas med den bedriften.
- 11 december 2016, Minnesota Wilds forward Eric Staal gjorde sin 800:e poäng.
- 18 december 2016, Columbus Blue Jackets head coach John Tortorella vann sin 500:e match och blev i och med detta den första amerikanskfödda att lyckas med det.
- 22 december 2016, Florida Panthers forward Jaromír Jágr gjorde sin 1 888:e poäng och passerade därmed Mark Messier och är nu på andraplats i historien.
- 23 december 2016, Arizona Coyotes forward Shane Doan gjorde sitt 400:e mål och spelade sin 1500:e match med Coyotes.
- 27 december 2016, Pittsburgh Penguins forward Jevgenij Malkin gjorde sin 800:e poäng i ligan.
- 29 december 2016, Chicago Blackhawks forward Patrick Kane gjorde sin 700:e poäng i ligan.
- 31 december 2016, New York Rangers målvakt Henrik Lundqvist noterades för sin 390:e vinst i ligan och passerade därmed Dominik Hašek.
- 11 januari 2017, Washington Capitals forward Aleksandr Ovetjkin gjorde sin 1000:e poäng och blev därmed den 84:e spelaren i historien att lyckas med det.
- 13 januari 2017, New York Islanders forward John Tavares noterades för sin 500:e poäng.
- 20 januari 2017, Vancouver Canucks forward Henrik Sedin blev den 85:e spelaren att nå 1 000 poäng.
- 22 januari 2017, Nashville Predators head coach Peter Laviolette vann sin 500:e match och blev i och med detta den 25:e coachen att lyckas med det.
- 2 februari 2017, San Jose Sharks forward Patrick Marleau blev den 45:e spelaren i historien att göra 500 mål.
- 11 februari 2017, New York Rangers målvakt Henrik Lundqvist blev den 12:e målvakten i ligans historia att vinna 400 matcher.
- 11 februari 2017, Washington Capitals forward Nicklas Bäckström gjorde sin 700:e poäng.
- 14 februari 2017, Dallas Stars forward Jamie Benn gjorde sin 500:e poäng.
- 15 februari 2017, Florida Panthers forward Jaromír Jágr gjorde sin 1 900:e poäng.
- 16 februari 2017, Pittsburgh Penguins forward Sidney Crosby blev den 86:e spelaren i historien att göra 1 000 poäng.
- 19 februari 2017, Chicago Blackhawks forward Patrick Kane blev den första USA-födda spelaren att göra 20 mål eller fler under sina första 10 säsonger.
- 28 februari 2017, Washington Capitals head coach Barry Trotz vann sin 700:e match och blev i och med detta den sjätte bästa genom tiderna.
- 6 mars 2017, San Jose Sharks forward Joe Thornton blev den 13:e spelaren i historien att nå 1 000 assist.